# Embia larachensis
Embia larachensis är en insektsart som beskrevs av Ross 1966. Embia larachensis ingår i släktet Embia och familjen Embiidae. Inga underarter finns listade i Catalogue of Life.